# Hormizd III.
Hormizd III. (gestorben 459) war ein spätantiker persischer Großkönig. Er soll von 457 bis 459 das Sassanidenreich beherrscht haben, war aber vielleicht auch nur ein Usurpator.
Hormizd war der älteste Sohn Yazdegerds II. Der traditionellen Überlieferung (Tabari) zufolge folgte er seinem Vater zunächst auf dem Thron nach, doch erhob sich dann sein jüngerer Bruder Peroz gegen ihn. In den meisten orientalischen Quellen wird Peroz als der würdigere Thronkandidat beschrieben, doch gibt dies vielleicht auch nur die Sicht des späteren Siegers wieder. Aufgrund der schwierigen Quellenlage lässt sich wenig Sicheres sagen. Peroz konnte Hormizd jedenfalls schließlich besiegen und ließ ihn wohl mit einigen anderen Personen hinrichten.
Nikolaus Schindel geht aufgrund des numismatischen Befunds allerdings davon aus, dass es Peroz war, der seinem Vater direkt nachfolgte und somit Hormizd der Herausforderer war: Da bislang keine einzige Münze bekannt ist, die Hormizd als König darstellt, ist zu vermuten, dass er niemals die Kontrolle über die Hauptstadt erlangt hat.